# Individualität
Der Begriff Individualität (lat.: Ungeteiltheit) bezeichnet im weitesten Sinne die Tatsache, dass ein Mensch oder Gegenstand einzeln ist und sich von anderen Menschen beziehungsweise Gegenständen unterscheidet, also nicht konform ist. Verwendet wird der Ausdruck unter anderem in der Philosophie, Theologie, Psychologie, Soziologie, Pädagogik, Anthropologie und Humanbiologie. Die Bedeutung des Individuums wird oft unter Gegensätzen wie Individuum und soziale Gruppe, Individuum und Staat, Individuum und Population diskutiert.
Individualismus ist ein Gedanken- und Wertesystem, in dem das Individuum im Mittelpunkt der Betrachtung steht.

## Philosophie (Auswahl)
In der Philosophie spielt der Gedanke der Individualität seit der Antike eine große Rolle. Diskutiert wurde bis ins 19. Jahrhundert hinein insbesondere die Frage nach dem Individuationsprinzip, das heißt die Frage, was dafür verantwortlich ist, dass Menschen und Gegenstände individuell sind.
Philosophen haben grundverschiedene Vorstellungen entwickelt, was Individualität bedeutet und wie sie zustande kommt. Nach Aristoteles und Thomas von Aquin werden Gegenstände durch Materie, nach Thomas Hobbes und Rudolf Carnap durch Raum und Zeit, nach Johann Gottlieb Fichte und Georg Wilhelm Friedrich Hegel durch die Selbstverendlichung des Geistes individuell.
Ein weiterer häufig diskutierter Problemkreis der Individualität liegt in ihrer ambivalenten Beschaffenheit begründet: Individualität zeichnet einerseits die Unverwechselbarkeit des Menschen aus; andererseits sind alle Menschen individuell. Diese Zwiespältigkeit des Individualitätsbegriffs hat seit der Romantik einige philosophische Strömungen den Versuch aufgeben lassen, Individualität begrifflich zu fassen. Stattdessen versuchen etwa Arthur Schopenhauer, Søren Kierkegaard und Friedrich Nietzsche vermehrt, Individualität performativ oder künstlerisch auszudrücken (siehe Philosophie der Person, des Selbst, Selbstbestimmung, Verantwortlichkeit, Willensfreiheit).
Auch erkenntnistheoretisch spielt der Gedanke der Individualität eine große Rolle: Einem verbreiteten Verständnis nach besteht die zu erkennende Realität aus individuellen Dingen und Tatsachen. Die Begriffe, die als Mittel der Erkenntnis dienen, sind jedoch allgemein. Es stellt sich die Frage, ob angesichts dieser Strukturdifferenz durch Begriffe die Realität überhaupt erkannt werden kann. Zweifel an dieser Möglichkeit artikulieren sich bereits in Aristoteles’ Ausspruch, dass vom Einzelnen keine Wissenschaft möglich sei. Im Laufe der Philosophiegeschichte verdichten sich diese Zweifel, und führen schließlich zu der durch Goethe bekannt gewordenen Ansicht, dass das Individuelle generell durch das Denken nicht erfasst werden kann (individuum est ineffabile).
In der Philosophischen Anthropologie, in der Persönlichkeitspsychologie und in den verschiedenen Psychotherapie-Schulen sind vielfältige Auffassungen von Individuum und Individualität entwickelt worden. Diese Interpretationen streben zwar eine grundlegende, gültige Bestimmung an, werden jedoch auch vom Menschenbild der Autoren und von den typischen kulturellen Werten ihrer Welt beeinflusst sein (siehe Mentalitätsgeschichte).

## Kulturen, Theologien und Religionen
Bei der Konzeption menschlicher Individualität ist das europäische Denken über lange Zeit maßgeblich von der jüdisch-christlichen Theologie geprägt worden. In dieser Tradition steht der einzelne Mensch als Person seinem Schöpfergott gegenüber. Die menschliche Individualität gründet theologisch auf einer unverfügbaren, unsterblichen Seele, die den Menschen von allen anderen Wesen unterscheidet.
Auch im Hinduismus existiert der Glaube an einen unvergänglichen Wesenskern Atman, während im Buddhismus der Theravada- und Zen-Richtung die Vorstellung eines metaphysischen Ich (Selbst) als fundamentale Selbsttäuschung gilt. Nach der Lehre von Anatman (Nicht-Selbst) gibt es statt einem einheitlichen Ich nur ein Bündel miteinander verbundener Bewusstseinsprozesse.
Aus Sicht der Kulturphilosophie und Kulturpsychologie sind die Unterschiede zwischen der europäisch-christlichen Tradition und dem außereuropäischen Denken interessant. Unterschiede zeigen sich beispielsweise in der Diskussion über die Inhalte und die Rangordnung von Menschenrechten. In welchem Verhältnis zueinander stehen die Freiheitsrechte des Einzelnen zu unbegrenzter Selbstverwirklichung (persönlichem Glückstreben) und die sozialen Begrenzungen durch Pflichten gegenüber Familie und Gemeinschaft? Die gelegentlich behauptete Unterscheidung zwischen westlich-individualistischer und östlich-kollektivistischer Grundüberzeugung ist jedoch sehr vereinfacht, weil die großen Unterschiede, die jeweils auch innerhalb der Kulturen bestehen, übersehen werden (Asendorpf 2005; Marsella et al. 2000; Thomas 2003).

## Psychologie
Psychologisch ist die Individualität eines Menschen als Eigenart des Handelns und Verhaltens (Agierens und Reagierens) zu erkennen. Individuelle Unterschiede zeigen sich in den Persönlichkeitseigenschaften, in den Einstellungen, Interessen und Wertorientierungen, religiösen, philosophischen und politischen Überzeugungen, in den Selbstkonzepten, im Sozialverhalten und Kommunikationsstil. Im weiteren Sinn umfasst Individualität auch die persönlich gestaltete Wohn- und Arbeitswelt (Gosling et al. 1995). Mit der systematischen Beschreibung aller psychologischen Merkmale befasst sich die Differentielle Psychologie. Individualität bedeutet hier eine sehr seltene oder einmalige Kombination vieler (bzw. auffälliger) Einzelmerkmale eines Menschen oder eines menschlichen Werkes. Im Einzelfall sind u. U. nur wenige Züge oder Verhaltensmuster charakteristisch.
Eine andere Sichtweise der Individualität geht vom Bewusstsein des Einzelnen aus. Von Einzigartigkeit und Einmaligkeit des Individuums ist also vor allem dann zu sprechen, wenn es um Innerlichkeit und Befindlichkeit, Subjektivität und Intentionalität des Menschen geht. Im persönlichen Befinden, im Erleben des eigenen Körpers, in der Wahrnehmung der äußeren Welt ist uns eine innere Wirklichkeit gegeben. Sie hat eine besondere Beschaffenheit, eine eigene phänomenale Qualität, denn sie wird gefühlt und erlebt und ist nur uns direkt zugänglich. Dieser Ichbezug ist ein Aspekt der Subjektivität neben den persönlichen Erinnerungen, dem Innewerden von Absichten (Intentionalität) und der Einsicht, in selbstbestimmter Weise handeln zu können. Der Verlust dieses Ichbezugs, d. h. ein anhaltendes Erleben von Fremdheit, Fremdsteuerung, und andere Ich-Störungen (Depersonalisation) gelten als auffällige Anzeichen der Psychopathologie bei bestimmten psychiatrischen Erkrankungen.
In der Selbstreflexion ist zweierlei gegeben: das unmittelbare und unbedingte Wissen, sich von anderen Menschen zu unterscheiden, und die Gewissheit, trotz aller, u. U. tiefreichender Veränderungen, mit sich selbst im Laufe der Zeit identisch zu sein. Individualität bedeutet hier die unverwechselbare Bewusstseinswelt (Subjektivität) des Einzelnen und die Einmaligkeit jeder menschlichen Biografie.
In der Psychoanalyse Sigmund Freuds beziehen sich die Begriffe Ich-Werdung und Ich-Reifung vor allem auf die sich entwickelnde Realitätskontrolle und die zunehmende Kontrolle affektiv-triebhafter Impulse. Für den psychischen Prozess der Selbstwerdung verwendet Carl Gustav Jung den Begriff der Individuation. Der aus der Soziologie stammende Begriff Individualisierung bezieht sich dagegen auf die zunehmende Vereinzelung von Menschen in der Gesellschaft.
Die Sozialpsychologie befasst sich vor allem mit dem Sozialisationsprozess, der Sozialisation, und mit der Spannung zwischen Individuum und sozialer Gruppe bzw. Gemeinschaft. Aus der verallgemeinernden Sicht der Sozialpsychologie und Soziologie werden – wie auch in der Allgemeinen Psychologie – nicht selten die große Variabilität menschlicher Eigenschaften und die praktischen Konsequenzen dieser individuellen Unterschiede übersehen („Soziologismus“). So wurde eine Wiederentdeckung der Persönlichkeit in den empirischen Sozialwissenschaften gefordert (Schumann 2005).
Die Individualität eines Menschen schließt auch die körperliche Individualität ein: das Aussehen eines Menschen sowie eine Vielfalt anatomischer, physiologischer und biochemischer Merkmale, in denen es große individuelle Unterschiede gibt – siehe unten: körperliche (somatische) Individualität und Konstitution.

### Entwicklungspsychologie
Die Entwicklungspsychologie geht den Fragen nach, wie sich diese Individualität aus den genetischen Anlagen unter den frühkindlichen Bedingungen und dem Erziehungseinfluss der Eltern und anderer Bezugspersonen ausbildet. Welche Prozesse des Lernens und der Identifikation finden statt, wie formen sich dabei die Selbstkonzepte und wie verändern sie sich während der Lebensspanne? Die Entwicklung dieser kognitiven Systeme bzw. des Wissens über sich selbst bilden aktuelle Forschungsthemen der Psychologie. Der Prozess der Selbstentdeckung des
Kleinkindes hat außerdem neurowissenschaftliche Theorien über die zugrundeliegenden Vorgänge der Reifung bestimmter Hirnfunktionen angeregt.
Die Kindforschung geht heute davon aus, dass mit der Entwicklung der Sprachfähigkeit ein Kleinkind durch „sozial determinierte Empathie“ (in der Regel der Bezugspersonen) beeinflusst wird. Dadurch entsteht dann eine ‚sozial determinierte Individualität‘, die jedoch zum Beispiel Niklas Luhmann (1993, s. o.) als gegeben voraussetzt.
Die in der Reflexion gegebene Individualität schließt das Selbstverständnis und die gesamte individuelle Lebensauffassung einer Person mit ein, potenziell also das Gesamt aller für sie wesentlichen Aspekte ihres Lebens: Individuum als Welt für sich (siehe Hans Thomae). In diesem Sinn ist die in der Lebensgeschichte geformte Biographie eines Menschen einmalig. Dennoch gilt es, diese Eigenart in allgemeinen psychologischen Begriffen zu beschreiben – eine Aufgabe, die wissenschaftstheoretische Diskussionen nahelegt. Zweifellos kann sehr viel von dem, was die psychologische Individualität ausmacht, in wissenschaftlichen Begriffen beschrieben werden, denn die Individuen haben viele fundamentale Gemeinsamkeiten durch ihre sozialen und kulturellen Entwicklungsbedingungen und aufgrund ihrer biologischen Artzugehörigkeit. Auch die charakteristischen Züge der Biographie und der Subjektivität eines Individuums können weithin in psychologischen Begriffen beschrieben werden. Ob jenseits dieser Individualität ein unbeschreibbares Innerstes, ein metaphysisches Prinzip, eine Seele, existiert oder nicht, kann empirisch nicht beantwortet werden, sondern bleibt eine philosophische und theologische Frage.
Die psychologische Individualität umfasst also alle Merkmale des Erlebens und Verhaltens eines Menschen im Rahmen der Biographie.

### Frühkindliche Individualität und Empathie
Einige Psychologen – unter anderem M. Hoffman (1975), insbesondere aber Arno Gruen – gehen davon aus, dass Individualität sich „natürlich“ entwickelt, wenn sie nicht bereits in der Individuationsphase unterdrückt wird. Individualität entsteht aus derzeitiger Sicht der Psychologie und Pädagogik zunächst durch Erkennen der Grenzen anderer Individuen (in frühkindlicher Phase der Grenzen der Bezugspersonen). Durch das Erkennen derer Grenzen lernt bereits das Kleinkind seine eigenen Grenzen kennen und entwickelt sie schrittweise mittels Versuch und Irrtum.
Zur Erkennung dieser Grenzen ist jedoch Empathie Voraussetzung, diese dient als „Brücke“ zur Erkennung der Grenzen Anderer und damit auch zur Erkenntnis eigener Grenzen. Arno Gruen sieht „natürliche“ Empathie als angeborene Fähigkeit, die aber in den ersten zwei Lebensjahren nicht erkannt oder wahrgenommen werde, deswegen verkümmert oder gar mit Ängsten besetzt würde. Die Entstehung von Individualität kann gemäß Arno Gruen bereits in den ersten zwei Lebensjahren gefördert oder gebremst werden. So kann Individualität gefördert werden, wenn besonders Kleinstkindern (im 1. und 2. Lebensjahr) bereits geholfen wird, Grenzen anderer und die eigenen Grenzen wahrzunehmen, jedoch ohne gleichzeitig negativ wirkende Emotionen (vor allem Angst) auszulösen.
Martin Hoffman (1981) behauptet, dass zusammen mit der Empathie ein „empathischer Altruismus“  bereits bei Kleinkindern als vorhanden vorausgesetzt werden kann, so dass natürliche Empathie und natürlicher Altruismus zunächst eine Einheit sind, deren Elemente nicht einzeln bestehen bleiben können.
Gemäß Hoffman (1981) und Gruen (2003) ist die angeborene Empathie nötig, um soziale Kompetenz zu entwickeln und diese Empathie wird gleichzeitig von natürlichem Altruismus begleitet und gefördert.
Gemäß Gruen und anderen ist Individualität im weiteren Verlauf die Basis für Kreativität, Motivation und Innovationsfähigkeit und allgemeine soziale Kompetenz. Wird diese Individualität jedoch unterdrückt (unter anderem durch traditionell geprägte „Erziehung“), entsteht durch mangelnde Empathiefähigkeit und Substituierung des natürlichen Altruismus durch Egoismus (oft in Form von Individualismus) im weiteren Verlauf individuelle Erfolglosigkeit. Arno Gruen sieht hierin die Ursache für immer häufiger auftretende individuelle Aggressionsbereitschaft in Industriegesellschaften.

## Soziologie
Traditionell war es Auffassung der Soziologie, dass Individualität zur Vereinzelung führt, was aber eher im Zusammenhang mit dem Begriff Individualismus zu verstehen ist. Demgegenüber wird Individualität von anderer Seite hauptsächlich über die Qualität von Bindungen an eine Gruppe gekennzeichnet und von der Identität unterschieden. Es wird dabei vorausgesetzt, dass physische Identität und physische Individualität synonyme Begriffe sind, es jedoch unabhängig von der physischen eine psychische Existenz gibt, und dass hier ein sehr deutlicher Unterschied zu definieren ist. Die psychische Identität definiert sich durch eine festgelegte und oft sogar psychisch unauflösbare Bindung an Gruppen (Familie, Clan, Nationalstaat), in der eine nur begrenzte Rollenvariabilität möglich ist und in der Regel voraussetzt.
Individualisierte Personen in Gesellschaften, die Individualität nicht verhindern oder sogar fördern, bilden (idealerweise) offene, lösbare Bindungen an Gruppen und variable Rollen in diesen Gruppen. Individualität ist gemäß dieser Definition also die Fähigkeit, die Grenzen traditioneller und kultureller, damit auch moralisch geprägter Art zu überwinden. Dabei ist zu beachten, dass psychische (zum Beispiel genderspezifische) Identität durchaus weiterhin existiert – Individualität ist also lediglich die Erweiterung eines „ständig defizitären Zustandes“, der durch ausschließende psychische Identität entstehen kann.
Georg Simmel definierte Individualität als Folge von speziell größeren Städten: „Individualität entsteht durch die Kreuzung sozialer Kreise“.
Jürgen Habermas sieht drei Stufen der ontogenetischen Entwicklung, als erste Stufe die „natürliche Identität“. Wenn diese nicht in eine fixierte „Rollenidentität“ einer Gruppe („Kultur“) gedrängt wird (2. Stufe), ist es dem Individuum dann möglich, zusammen mit einer ausgeprägten „Ich-Identität“ (als 3. Stufe) eine zugetragene (anerzogene) Rollenidentität zu beenden und andere Rollenidentitäten zu errichten oder einzunehmen. Individualität ist nach dieser Auffassung also das Fortbestehen der „natürlichen Identität“, ergänzt durch Fähigkeit zu Kommunikation. Allerdings geht auch Habermas davon aus, dass Menschen erst mit Beginn der verbalen Kommunikationsfähigkeit (in der Regel Kinder ab dem 2. Lebensjahr) gesellschaftliche Elemente sein können.
Verschiedene Autoren wie u. a. Arno Gruen gehen hingegen davon aus, dass Kinder alle Fähigkeiten zum Aufbau einer Individualität angeboren mitbringen (insbesondere „natürliche“ Empathie) und diese auch nonverbal ausdrücken (kommunizieren). Diese geht aber in den ersten zwei Lebensjahren infolge von Nichtverständnis seitens der Bezugspersonen verloren. Erst danach werden diese natürlichen Fähigkeiten kognitiv durch jeweilige kulturelle Eigenschaften ersetzt (‚determinierte‘ Empathie).
Von vielen Seiten wird Individualität bereits als positiv wirkende Kraft in Industriegesellschaften anerkannt, unter anderem:
„Auf der Grundlage der Entscheidung und der Fähigkeit zur Herausbildung einer offenen „Individualität“ hat sich eine spontane, nicht über traditionelle Gruppenbindung vermittelte Kooperation in modernen Gesellschaften entwickelt“.
In der Systemtheorie von Niklas Luhmann (u. W.) ist Individualität die Voraussetzung, um offene Systeme zu schaffen, in einer entgrenzten Gesellschaft Kontingenzen durchschaubar zu gestalten, Kommunikation zu ermöglichen und das Problem Doppelte Kontingenz zu lösen, während Identität – gemessen an der Exklusion der Funktionssysteme – „ein ständig defizitärer Zustand“ ist, der allgemein Kommunikation innerhalb der Gruppe eher vermeidet, erübrigt oder sogar nicht zulässt. Luhmann geht zunächst davon aus, dass Individuen nicht direkt miteinander kommunizieren, sondern nur sozial determiniert, wohl aber ist erst durch die „freie“ (im Sinne von: zwar systemdeterminierte, aber nicht an Gruppen gebundene) Individualität ein soziales System möglich, das Kommunikation bedingt und gleichzeitig dadurch existiert. Persönliche Individualitäten verschmelzen hierin und es entsteht mittels der Autopoiesis des sozialen Systems eine „soziale Individualität“. Dieser Zustand unterscheidet sich jedoch weiterhin grundsätzlich von der Identität, denn die notwendige Dynamik eines sozialen Systems erhält sich nur über die weiterhin existierende persönliche Individualität (und damit Kommunikationsbereitschaft) der beteiligten Personen – es entsteht eine „emergente Ordnung“, die durch individuelle Bereitschaft zu selbstverantwortlichen Entscheidungen ihre Dynamik erhält, und diese ist gleichzeitig Voraussetzung für ein soziales System.

## Biologische Anthropologie und Humanbiologie
Aus philosophischer und aus biologischer Sicht hat Jack Wilson (1999) den Begriff der Individualität diskutiert. Was macht eine biologische Einheit zu einem Individuum? Das Individuum ist unteilbar, hat eine Geschichte als in zeitlicher und räumlicher Hinsicht kontinuierlich vorhandene Einheit, bildet in funktioneller, in genetischer und in entwicklungsmäßiger Hinsicht eine Einheit und existiert als Einheit in der Evolution.
Zweifellos gibt es, außer der morphologischen Eigenart, auch eine relativ überdauernde physiologisch-neuroendokrine, biochemische und immunologische Individualität des Menschen, die zusammen mit angeborenen Funktionsschwächen und Krankheitsdispositionen die Konstitution des Menschen bestimmen. Die Biologische Anthropologie und die Humanbiologie befassen sich einerseits mit den „normalen“, d. h. durchschnittlich-typischen Strukturen und Funktionen des Körpers, und haben andererseits umfangreiche Befunde über die Unterschiedlichkeit dieser Merkmale als humanbiologische Variationslehre gesammelt. Darüber hinaus sind aus der medizinischen Pathologie und Pathophysiologie vielfältige Abweichungen, Mängel und Krankheitszeichen bekannt.
Phänotypische Variabilität bezeichnet in der Biologie die Unterschiedlichkeit der Individuen einer Art. Besondere Ausprägungen innerhalb der Variationsbreite heißen Varianten bzw. Extremvarianten. Ein häufig verwendetes statistisches Maß für Variabilität ist die Varianz. Die genetische Variabilität einer Art ist für die Evolution wichtig, denn sie ermöglicht die Anpassung an sich verändernde Umweltbedingungen durch neue Kombinationen von Anlagen (Lewontin 1995; Tooby & Cosmides 1990) (siehe Evolutionsbiologie, Genetik).

## Körperliche (somatische) Individualität und Konstitution
Bereits die Neugeborenen unterscheiden sich in ihrem Aussehen und regen deshalb ihre Eltern zu Überlegungen an, welchen Verwandten sie am ähnlichsten sehen: die Gesichtsform, Augenfarbe, Haarfarbe usw. Das körperliche Aussehen und die körperliche Attraktivität sind ein wichtiger Teil dessen, was die Individualität eines Menschen ausmacht.
Die älteren Konstitutionslehren bezogen sich hauptsächlich auf die Physiognomie und die Proportionen des Körperbaus, also morphologische Aspekte, oder auf die „Säfte“ des Körpers als Grundlage von Temperamentseigenschaften. Außerdem wurde bereits angenommen, dass die individuelle Konstitution zu bestimmten Krankheiten disponiert.
In neuerer Zeit ist die Variabilität des Körperbaus genauer untersucht und statistisch beschrieben worden (Anthropometrie). Dabei werden heute auch die Unterschiede der Morphologie der inneren Organe einschließlich des Gehirns einbezogen. Die morphologische (anatomische) Variabilität zeigt sich in der äußeren Erscheinung von Körperbau, Gesichtsbildung (Physiognomik), der Beschaffenheit von Haut und Haaren u. a. Merkmalen, existiert jedoch nicht weniger auch hinsichtlich des Knochenbaus und der inneren Organe sowie der Feinstruktur des Gewebes. Während die Atlanten der menschlichen Anatomie in der Regel nur die Anatomie des durchschnittlichen Menschen wiedergeben, stellte Barry Joseph Anson auch die Häufigkeit wichtiger Varianten dar, zum Beispiel Verlauf der großen Arterien, Lage und Gestalt von Herz, Leber, Magen und Darm. Auch das Gehirn weist in der Lage und Furchung der Hirnlappen und in der Anordnung einzelner Strukturen eine große Variabilität auf.
Die physiologische Variabilität zeigt sich in allen physiologischen Funktionen, u. a. in Sensorik, Motorik, Kreislauf, Atmung, Stoffwechsel, Hormonsekretion, Schlafverhalten, und in der gesamten Anpassung (Adaptation) an alltägliche Belastungen, u. a. die Temperaturregulation, Kreislaufregulation. Die biochemisch-immunologische Variabilität ist in der Zusammensetzung, Zusammensetzung der Körperflüssigkeiten (Serum, Liquor, Urin, Schweiß u. a.), in den Blutgruppen, Immunreaktionen, allergischen Reaktionen, Transplantationsreaktionen usw. zu erkennen. Auch diese funktionellen Merkmale sind Ausdruck der genetischen Individualität und Einmaligkeit des Organismus.
Jeder Mensch hat eine teils genetisch bedingte, teils erworbene biochemische Individualität. Diese Körperchemie kann Konsequenzen für die optimale Gestaltung von medizinischen Maßnahmen sowie für die Auswahl und die Dosierung von Medikamenten haben, außerdem für mögliche Nebenwirkungen, Unverträglichkeiten, Allergien – wie Roger Williams darlegte – für die Ernährungsgewohnheiten einschließlich spezieller Nahrungspräferenzen.
Als Idiosynkrasie wird eine auffällige Erlebnisweise, eine Verhaltensweise oder eine körperliche Reaktionsweise bezeichnet, die relativ selten und hochspezifisch ist. Diese Funktionsauffälligkeiten und Fehlfunktionen sind u. U. störend, aber meist ohne Krankheitswert. Es kann sich um sensorische Überempfindlichkeiten, ungewöhnliche motorische Reaktionsweisen, hochgradige Nahrungsabneigungen handeln, aber auch um bestimmte Symptome wie sie in der Psychosomatik und Psychopathologie beschrieben sind (siehe Allergie, Aversion).
In vielen Tausenden von morphologischen und funktionellen Merkmalen des menschlichen Organismus existiert eine biologische (natürliche) Variation, die sich unter verschiedenen Gesichtspunkten beschreiben lässt (Fahrenberg 1995, S. 140):
- anschaulich als Varianten, d. h. auffällige Individuen;
- statistisch u. a. durch die Variationsbreite (Spannweite zwischen den Extremvarianten), die Varianz und andere Variabilitätsmaße sowie durch den Mittelwert oder den Modalwert der Verteilung;
- normativ-bewertend als gesund (natürlich, normal), abweichend (deviant, abnorm) oder krank (pathologisch);
- systematisch unter dem Gesichtspunkt der Variation zwischen Individuen und der Variation (Veränderlichkeit) innerhalb eines Individuums;
- vergleichend als relative Variabilität bestimmter Merkmale und Merkmalsbereiche oder hinsichtlich regionaler (geographischer) oder zeitlicher Unterschiede (Tageslauf, Jahreslauf, längerfristige Trends und säkulare Veränderungen) der Variabilität;
- in Abhängigkeit von biologischen Bedingungen, vor allem nach Lebensalter (Morphogenese, Biomorphose), Geschlecht (Dimorphismus), Rassenzugehörigkeit, Bedingungen wie Klima, Ernährung, Arbeitstätigkeiten;
- in Abhängigkeit von nicht-biologischen Bedingungen, zum Beispiel Stadt- und Landbevölkerung, Arbeitstätigkeit und sozialer Schichtzugehörigkeit.

Zu beachten ist hier, dass die Begriffe physische Identität und physische Individualität synonym verwendet werden. Da eine Unterscheidung sinnvoll ist, werden in neuerer Zeit oft alle somatischen Merkmale einer Person als Teil der Identität gesehen, während Individualität als Unterscheidungsbegriff zur Identität nur auf rein psychischen Merkmalen basieren soll. Damit wird Individualität als nachträglich erworbene Fähigkeit (durch Erziehung oder selbst erworben) bezeichnet.

### Das biologische Selbst
Die Identifikation eines Menschen kann anhand von morphologischen Kennzeichen (u. a. Gebiss, Papillarlinien der Fingerkuppe), polymorphen Serumgruppen, Enzymvarianten, in immunologischen Merkmalen (HLA-Antigene) und in der DNA-Analyse, d. h. Markierung der Nukleotid-Sequenzen („Chromosomen-Strichcode“, Gentest) vorgenommen werden. Diese Aufgabe stellt sich in der kriminalistischen Täter- oder Opfer-Spurenkunde, in der Rechtsmedizin und bei Vaterschaftsnachweisen (Franz Lothar Schleyer 1995).
Die Einzigartigkeit eines Menschen wird in seiner immunologischen Individualität deutlich. Das auf dem Chromosom 6 lokalisierte humane Leukozytenantigen-System (HLA-Genkomplex, Human Leukocyte Antigen) ermöglicht einen millionenfachen Formenreichtum (Polymorphismus) von HLA-Phänotypen. Die Immunreaktionen und Histokompatibilitätsantigene bilden sich lebenslang in ständiger „antigener“ Auseinandersetzung durch „Erfahrung von Fremdem“ und von Körpereigenem zu einem biologischen Selbst heraus. Insofern kann hier eine Entsprechung zum psychologischen Ich gesehen werden, das sich ebenfalls aus angeborenen Grundlagen ausdifferenziert und durch Erfahrung zur Selbsterkennung gelangt. Humangenetik und Immunologie haben zu einem neuen Verständnis der biologischen Einzigartigkeit, Unverwechselbarkeit und „Selbsterkennung“ geführt (Cramer 1991, Tauber 1991).
Auch hier ist die Unterscheidung von physischer zu psychischer Individualität von Bedeutung. Angeborene physische Individualität (wie hier beschrieben) wird in neueren Texten inzwischen als Teil der Identität bezeichnet, um sie von der (nachträglich erworbenen psychischen) Individualität begrifflich trennen zu können.